# Hans Kammler
Ne doit pas être confondu avec Piotr Kamler.
Compléments
SS-Obergruppenführer
Le Dr Ing. Hans Friedrich Karl Franz Kammler (26 août 1901 – mai 1945 ?) est un ingénieur civil, administrateur et général allemand des SS ayant atteint le grade d'Obergruppenführer (un des plus hauts grades SS). Il supervisa la construction de nombreux camps de concentration avant de devenir responsable du programme des missiles V2, vers la fin de la guerre. Les circonstances de sa mort restent nébuleuses et contradictoires.

## Un jeune ingénieur
Kammler naît à Stettin, en Allemagne (maintenant Szczecin, Pologne).

### Durant la Première Guerre mondiale
Il fait son service militaire obligatoire de 1917 à 1919 dans le corps franc Rossbach, une unité d'ingénieurs mobile. Il n'a pas été confronté aux combats et son unité est démobilisée en 1919 à la suite du traité de Versailles.

### Entre-deux-guerres
Entre 1919 et 1923, il étudie l'ingénierie civile à l'université de Munich et fait un stage à Danzig. Il obtient son doctorat en 1929.
Kammler rejoint le parti nazi le 1er mars 1932 à la suite d'un discours d'Hitler. Lorsque les nazis parviennent au pouvoir en 1933, il occupe plusieurs fonctions administratives dont celle de chef au ministère du département de l'aviation, lui permettant de gravir les échelons rapidement.

## Seconde Guerre mondiale

### Industriel SS
En 1943, il participe à la mise en place du programme destiné à la mise en production des fusées V1 et V2; il est ainsi nommé du Conseil d'administration de la société Mittelwerke GmbH, chargée de la construction de ces armes nouvelles.
De plus, à partir du printemps 1944, il participe à la mise en œuvre du Jägerstab, désignant à la fois un programme de production aéronautique destiné au renforcement des moyens aériens du Reich et le bureau chargé de sa mise en œuvre.
De mai 1944 à mars 1945, il dirige la SS-Werfer-Abteilung 500 (nl), une unité de la Waffen-SS stationnée dans l'Overijssel en charge du bombardement des villes alliées à coups de V2. C'est notamment cette dernière qui effectue le bombardement du cinéma Rex d'Anvers, le plus meurtrier de la Seconde Guerre mondiale à impliquer un seul projectile.  

### Responsable de la construction de la SS
Directeur du bureau chargé de la construction au sein de l'institut économique de la SS, il remet en décembre 1941 à ses supérieurs une planification pour la reconstruction des territoires conquis, une fois la guerre finie. 
Personnalité importante du bureau économique de la SS, il dirige le bureau C du WVHA, l'office économique de la SS : il coordonne ainsi l'activité de 56 officiers et 210 sous-officiers, tous membres de la SS. Il prend ainsi en charge la construction des camps de concentration et d'extermination à partir du mois de septembre 1941, à la suite d'une réunion avec Himmler. Responsable de la construction au sein de l'office économique de la SS, il organise des brigades, constituées de deux régiments chacune, pour la maîtrise d'ouvrage des bâtiments de la SS. Ces brigades sont destinées à ériger les bâtiments : en leur sein, il envisage une spécialisation, la divisant en trois équipes, chargées d'un aspect de la construction : les fondations, la construction proprement dite et les équipements. L'aspect pharaonique des projets de construction de la SS le pousse à faire appel à de la main d’œuvre carcérale pour en compléter les effectifs, avec l'accord de Himmler,. 
Ayant visité le camp en février 1942, Kammler détermine la place du crématorium de Birkenau. Il coordonne ainsi les travaux de construction d'Auschwitz, puis de Birkenau, participant à l'élaboration du cahier des charges pour la mise en place des chambres à gaz, notamment par ses objections techniques.
Membre du Conseil d'administration de la société Mittelwerke, il coordonne la construction des tunnels de Dora-Mittelbau, faisant respecter des cadences infernales, responsables de la mort de nombreux détenus. 
Cependant, cette autorité est rapidement remise en cause, dès sa nomination, par d'autres proches de Himmler. Ainsi, responsable de la construction, il doit s'imposer face aux responsables locaux de la SS, notamment dans la district de Lublin, confié à Odilo Globocnik ; il est ainsi écarté de la construction des points d'appui SS dans la région, mais conserve le contrôle de la construction du camp d'extermination de Majdanek; puis il parvient à s'immiscer dans la gestion du district, en mettant en place un office de la construction compétent dans le district de Lublin.

### Acteur de la mise en œuvre des projets orientaux
Au tournant de l'année 1941, son service nouvellement créé devient un acteur essentiel de la planification coloniale dans l'Est de l'Europe. 
Ainsi, entre le 10 février 1942 et le mois de juillet 1943, il propose divers mémorandum en vue de la reconstruction de l'Europe de l'Est. Au cours de cette période, il travaille en collaboration avec Konrad Meyer-Hetling, avec qui il entretient alors des relations cordiales : celui-ci lui adresse fréquemment ses chiffrages afin que Kammler les précise. Cette collaboration contribue à modifier l'approche des plans de réorganisation de l'Est de l'Europe : Kammler lui donne une forte dimension technocratique.

## Mort et doutes
C’est le 3 avril 1945 que Kammler rendit visite à Hitler pour la dernière fois et manifestement il était optimiste. « Kammler fait du très bon travail et permet de grands espoirs. » (Goebbels, journal intime, 4 avril 1945). Alors que Kammler paradait encore dans le bunker du Führer, le 13 avril il révéla à Albert Speer ses plans pour l’avenir. Conscient que le Reich avait perdu la guerre, il a informé Speer de sa volonté d'entrer en contact avec les Alliés et leur proposer les dernières technologies d’armement en échange de sa liberté personnelle.
Après le 23 avril 1945, Kammler se rendit d’abord à Ebensee en Autriche, où il tint une réunion avec les dirigeants SS, puis le matin du 4 mai à Prague. Au journaliste Gunter d’Alquen, Kammler prophétisa : « nous allons encore vivre quelque chose à Prague ». Le soir du 4 mai 1945 commença le soulèvement de la ville, occupée le 9 mai 1945 par l’Armée rouge.
Kammler se suicida le soir du 9 mai 1945, selon les déclarations de son officier d’ordonnance, le SS-Untersturmführer Zeuner, et de son chauffeur Preuk, ce qui apparut clairement au cours du procès contre les subordonnés de Kammler ouvert à Arnsberg le 9 décembre 1957 et concernant le massacre de travailleurs forcés dans la forêt d’Arnsberg commis par son unité du 20 au 22 mars 1945. Selon la décision du tribunal régional, Kammler, accompagné de son officier d’ordonnance et d’un chauffeur, se trouvait à Prague au début du mois de mai 1945 et fut témoin du soulèvement de la ville et de la capitulation des troupes allemandes. Il est également signalé que Kammler s’enfuit de Prague à bord de deux voitures le 9 mai. Après avoir déjà dit les jours précédents qu’il ne voyait plus quoi faire, il s’arrêta au sud de Prague dans un endroit boisé. Il demanda à ses compagnons de se rendre en Allemagne et s’enfonça dans la forêt. Peu de temps après, il y fut retrouvé mort par son officier d’ordonnance Zeuner et son chauffeur Preuk. Manifestement il s’était suicidé à l’aide de cyanure. Dans le livre Vier Prinzen zu Schaumburg-Lippe, Kammler und von Behr, Alexander vom Hofe cite une lettre adressée à Jutta Kammler par la témoin Ingeborg Alix Prinzessin zu Schaumburg-Lippe (1901-1996), qui dirigeait alors les auxiliaires féminines SS, on peut lire les derniers jours de Kammler et sa fuite de Prague, ainsi que son intention de se suicider pour ne pas être pris. Elle aussi a confirmé dans la lettre le suicide.
Par ordonnance du tribunal d’instance de Berlin-Charlottenburg du 7 septembre 1948, la mort de Hans Kammler avait déjà été constatée légalement et le moment de son décès fixé au 9 mai 1945, à la demande de Jutta Kammler sa veuve. La décision verdict se fondait sur les déclarations de Kurt Preuk,  l’ancien chauffeur de Kammler, et de Heinz Zeuner, son officier d’ordonnance.

### La thèse de la fuite contre échange d'informations
Dans son livre The Hidden Nazi : The Untold Story of America’s Deal with the Devil, Dean Reuter développe la thèse que Hans Kammler a été  « livré » aux Américains par son subordonné, Wernher von Braun, spécialistes des fusées allemandes, qui craignait que les secrets de Kammler ne tombent entre les mains des Soviétiques. Reuter y affirme que  « Kammler et les Américains ont conclu un accord selon lequel il leur a donné l’équipe des fusées en effaçant son passé » et que « dans le cadre de ce marché, [les Américains ont] couvert sa mort et le monde a accepté qu’il soit mort ». Selon lui, ils lui auraient ensuite permis de s'enfuir en Amérique du Sud par les réseaux d'exfiltration nazis. Il dit avoir pu consulter des archives indiquant qu'une rencontre entre Kammler et les autorités américaines d'occupation avait eu lieu en novembre 1945.
Cette thèse de la fuite contre échanges d'informations n'est pas confirmée par l'ouverture des archives américaines. En 2012, Reuter a obtenu du département de la Justice un ensemble de documents que l'auteur a jugé « hautement expurgés » et en 2019, peu avant la sortie de son ouvrage, Reuter en vertu de la loi américaine sur la liberté d'information, a fait nouvelle une demande et il lui a été officiellement répondu que le gouvernement  ne possédait aucun dossier sur Kammler. Mais selon Reuter, un archiviste lui aurait dit que « c’est comme si quelqu’un était venu et avait nettoyé les dossiers ».

## Distinctions

### Grades
- SS-Untersturmführer - 20 avril 1936
- SS-Obersturmführer - 20 avril 1937
- SS-Hauptsturmführer - 12 septembre 1937
- Wehrmacht : Lieutenant dans la réserve - 1937
- SS-Sturmbannführer - 11 septembre 1938
- SS-Obersturmbannführer - 1er juin 1939
- SS-Standartenführer - 1er août 1940
- SS-Oberführer - 1er janvier 1941
- SS-Brigadeführer - 20 avril 1942
- SS-Gruppenführer und Generalleutnant der Waffen-SS - 30 mars 1944
- SS-Obergruppenführer und General der Waffen-SS - 1er avril 1945

### Médailles
- Croix de chevalier de la croix de fer -1945 (Simultanément avec la première classe)
- Croix de fer première classe - 1945
- Croix de fer deuxième classe - 1944
- Croix allemande en or - 1944
- Croix du mérite de guerre (chevalier avec épées)- 1943
- Croix du mérite de guerre de première classe avec des épées- 1942
- SS-Ehrenring
- Médaille commémorative de l'occupation des Sudètes - 1939
- Médaille de la croix rouge allemande 1re classe- inconnu